# 150년대
150년대는 150년 1월 1일부터 159년 12월 31일까지의 기간이다.
- 150년
- 151년
- 152년
- 153년
- 154년
- 155년
- 156년
- 157년
- 158년
- 159년

| Disambiguation icon | 이 문서는 명칭이 같고 같은 종류에 속하는 여러 대상을 연결하는 색인 문서입니다. |